# Fidel von Baur-Breitenfeld (Diplomat)
Fidel Karl Christian Ludwig von Baur-Breitenfeld (* 23. Oktober 1835 in Ludwigsburg; † 15. November 1886 in Berlin) war ein deutscher Diplomat. Baur-Breitenfeld war königlich württembergischer Gesandter in Österreich-Ungarn und im Königreich Preußen  sowie württembergischer Bevollmächtigter beim Bundesrat des Deutschen Kaiserreiches.

## Leben

### Familie
Fidel Karl Christian Ludwig von Baur-Breitenfeld entstammte dem bayerisch-württembergischen Adelsgeschlecht von Baur-Breitenfeld bzw. Baur von Breitenfeld. Die Familie wurde 1781 mit Johann Fidel Baur, Regierungsrat in Dillingen, von dem Pfalzgrafen Vöhlin von Frickhausen per Diplom in den Adelsstand mit dem Prädikat von Breitenfeld erhoben. Angehörigen der Familie wurde im Mai 1814 der Adel von König Maximilian Joseph von Bayern bestätigt.
Fidel von Baur-Breitenfeld (* 8. April 1805 in Rottweil; † 20. März 1882 in Ludwigsburg) wurde württembergischer Generalleutnant und war von 1849 bis 1850 Kriegsminister. Er heiratete am 18. Oktober 1834 Caroline Friederike (* 16. Dezember 1810 in Stuttgart; † 2. Januar 1897 in Stuttgart), eine Tochter des württembergischen Generalmajors und Innenministers Karl von Kerner. Aus der Ehe gingen sieben Kinder hervor, Fidel war der Erstgeborene. Seine jüngere Schwester Tony Schumacher gehörte zu den bekanntesten Kinderbuchautorinnen der Jahrhundertwende.

### Beruflicher Werdegang
Nach dem Besuch der Gymnasien in Ludwigsburg und Stuttgart, studierte Baur-Breitenfeld Rechtswissenschaften an der Universität Tübingen und an der Universität Heidelberg. Während seiner Zeit in Tübingen gehörte er der Studentenverbindung Corps Suevia Tübingen an. Im Anschluss trat er in den diplomatischen Dienst des württembergischen Außenministeriums ein, wo er 1862 zunächst als Kanzleiassistent arbeitete und 1863 zum Expeditor im Königlichen Lehenrat ernannt wurde. Im August 1863 nahm Baur-Breitenfeld zusammen mit dem württembergischen Außenminister Karl Eugen von Hügel am Frankfurter Fürstentag teil.
1864 erfolgte seine Ernennung zum Geheimen Legationssekretär sowie zum königlichen Kammerjunker nach München, an die württembergische Gesandtschaft im Königreich Bayern. Bereits 1866 wurde Baur-Breitenfeld als solcher nach Wien in die Österreichisch-Ungarische Monarchie versetzt. Bei seinem Abschied aus München erhielt er das Ritterkreuz des bayerischen Kronenordens. 1869 übernahm er als Geschäftsträger die Leitung der württembergischen Vertretung in Karlsruhe im Großherzogtum Baden und gleichzeitig die in Darmstadt, im Großherzogtum Hessen. Da er an beiden Höfen als Missionschef akkreditiert war, pendelte er oftmals zwischen beiden Hauptstädten.
Im November 1872 wurde er erneut nach Wien versetzt, nun aber mit der Rangerhöhung als Geheimer Legationsrat sowie Außerordentlicher Gesandter und Bevollmächtigter Minister, wo er bis 1881 tätig war. Nach dem Tod von Karl von Spitzemberg wurde Baur-Breitenfeld im April 1881 dessen Nachfolger als Außerordentlicher Gesandter und Bevollmächtigter Minister in Berlin an der Württembergische Gesandtschaft im Königreich Preußen. Gleichzeitig war er in Berlin württembergischer Bevollmächtigter beim Bundesrat, wo er unter anderem als Mitglied im Ausschuss für Handel und Verkehr arbeitete, der eine Ausweitung der gesetzlichen Unfall- und Krankenversicherung anstrebte. Außerdem wurde Baur-Breitenfeld Mitglied im Aufsichtsrat der Kaiser-Wilhelms-Spende, die 1878 als Grundlage einer Altersrenten- und Kapitalversicherung für gering bemittelte Klassen gestiftet wurde. Für seine Verdienste erhielt er den Titel eines königlich württembergischen Wirklichen Staatsrates mit der Anrede Exzellenz nachdem er bereits zuvor zum Kammerherren ernannt wurde.
Fidel von Baur-Breitenfeld starb am 15. November 1886 Abends sieben Uhr, im Alter von 51 Jahren, in Berlin an einem Herzinfarkt. Er war bereits monatelang krankheitsbedingt beurlaubt, da er schon seit längerer Zeit an Herz- und Lungenbeschwerden sowie rheumatischen Problemen litt. Am 20. November wurde er unter großer Anteilnahme auf dem Alten Friedhof in Ludwigsburg bestattet. Baur-Breitenfeld war Träger zahlreicher Auszeichnungen. Neben dem bereits erwähnten bayerischen Kronenorden erhielt er das Komturkreuz 1. Klasse des württembergischen Friedrichs-Orden, das Komturkreuz des württembergischen Kronenorden, den preußischen Kronenorden und den österreichischen Orden der Eisernen Krone 1. Klasse sowie das Großkreuz des bayerischen Orden vom Heiligen Michael.

### Ehe und Nachkommen
Fidel von Baur-Breitenfeld heiratete am 8. Mai 1880 in München Katharina Kitty (* 9. November 1839; † 1905), eine Tochter des kaiserlich russischen Kammerherren und Staatsrates Jasaph von Affrossimow. Das Paar hatte einen Sohn Fidel Nikolaus (* 29. Januar 1882 in Berlin), der aber schon am 14. August 1904 mit 22 Jahren im russischen Alschunka verstarb.
Katharinas erste Ehe mit dem königlich preußischen Oberstleutnant Eduard von Seldeneck wurde geschieden. Der Sohn aus dieser Beziehung, Joasapha von Seldenik, stand zunächst in großherzoglich badischen Diensten und wurde später russischer Untertan. Er erhielt den erblichen russischen Reichsadelsstand.